# Dirka po Poljski
Dirka po Poljski (uradno francosko Tour de Pologne, uradna kratica TdP, poljsko Wyścig Dookoła Polski) je vsakoletna etapna kolesarska dirka na Poljskem, ki obsega sedem ali osem etap v skupni dolžini približno 1200 km. Prvič je potekala leta 1928, od leta 1952 poteka redno vsako leto. Do leta 1993 je dirka potekala le za amaterske kolesarje, zato je večina zmagovalcev do tedaj domačih. Mednarodna kolesarska zveza je dirko leta 2005 uvrstila v UCI ProTour in leta 2009 v UCI World Ranking. Najuspešnejši kolesarji v zgodovini dirke so poljski kolesarji Dariusz Baranowski, Andrzej Mierzejewski in Marian Więckowski s po tremi zmagami. Leta 2023 jo je kot prvi slovenski kolesar osvojil Matej Mohorič.

## Zmagovalci
| Leto | Zmagovalec            | Drugouvrščeni         | Tretjeuvrščeni       |
| ---- | --------------------- | --------------------- | -------------------- |
| 1928 | Feliks Wiecek         | Wiktor Olecki         | Stanislaw Klosowicz  |
| 1929 | Jozef Stefanski       | Eugeniusz Michalak    | Waclaw Kolodziejczyk |
| 1933 | Jerzy Lipinski        | Wiktor Olecki         | Stanislaw Wasilewski |
| 1937 | Boleslaw Napierala    | Stanislaw Wasilewski  | Jozef Kapiak         |
| 1939 | Boleslaw Napierala    | Marian Rzeznicki      | Mieczyslaw Jaskolski |
| 1947 | Stanislaw Grzelak     | Zdzislaw Stolarczyk   | Boleslaw Napierala   |
| 1948 | Waclaw Wojcik         | Lucjan Pietraszewski  | Waclaew Wrzesinski   |
| 1949 | Francesco Locatelli   | Marin Niculescu       | Kaj-Allan Olsen      |
| 1952 | Waclaw Wojcik         | Jozef Kapiak          | Mieczyslaw Ulik      |
| 1953 | Mieczyslaw Wilczewski | Waclaw Wojcik         | Gregorz Chwiendacz   |
| 1954 | Marian Wieckowski     | Stanislaw Bugalski    | Adam Wisniewski      |
| 1955 | Marian Wieckowski     | Wieslaw Podobas       | Adam Wisniewski      |
| 1956 | Marian Wieckowski     | Stanislaw Bugalski    | Wieslaw Podobas      |
| 1957 | Henryk Kowalski       | Stanislaw Bugalski    | Waclaew Wrzesinski   |
| 1958 | Boguslaw Fornalczyk   | Costant Goossens      | Stanislaw Gazda      |
| 1959 | Wieslaw Podobas       | Stanislaw Gazda       | Dick Enthoven        |
| 1960 | Roger Diercken        | Jan Kudra             | Anatolij Olizarenko  |
| 1961 | Henryk Kowalski       | Boguslaw Fornalczyk   | Eberhard Butzke      |
| 1962 | Jan Kudra             | Roger Swerts          | Sylwester Goral      |
| 1963 | Stanislaw Gazda       | Stanislaw Pawlowski   | Jozef Beker          |
| 1964 | Rajmund Zielinski     | Wladislaw Kozlowski   | Jan Magiera          |
| 1965 | Jozef Beker           | Jerzy Mikolajczyk     | Wladislaw Kozlowski  |
| 1966 | Jozef Gawliczek       | Jan Magiera           | Tadeusz Zadrozny     |
| 1967 | Andrzej Blawdzin      | Aleksiej Kulibin      | Jozef Mikolajczyk    |
| 1968 | Jan Kudra             | Marian Forma          | Stanislaw Demel      |
| 1969 | Wojciech Matusiak     | Zygmunt Hanusik       | Ryszard Szurkowski   |
| 1970 | Jan Stachura          | Czeslaw Polewiak      | Tadeusz Szpak        |
| 1971 | Stanisław Szozda      | Jan Smyrak            | Ladislav Zakretta    |
| 1972 | José Luis Viejo       | Tadeusz Mytnik        | Stanislaw Gazda      |
| 1973 | Lucjan Lis            | Ryszard Szurkowski    | Tadeusz Mytnik       |
| 1974 | André Delcroix        | Ludo Peeters          | Wojciech Matusiak    |
| 1975 | Tadeusz Mytnik        | Hans-Joachim Hartnick | Marian Majkowski     |
| 1976 | Janusz Kowalski       | Jan Brzezny           | Hans-Joachim Vogel   |
| 1977 | Lechosław Michalak    | Tadeusz Skrzypek      | Michael Schiffner    |
| 1978 | Jan Brzezny           | Tadeusz Wojtas        | Jan Jankiewicz       |
| 1979 | Henryk Charucki       | Janusz Kowalski       | Jan Krawczyk         |
| 1980 | Czesław Lang          | Tadeusz Wojtas        | Jan Jankiewicz       |
| 1981 | Jan Brzezny           | Roman Cieslak         | Sławomir Podwojniak  |
| 1982 | Andrzej Mierzejewski  | Jan Schur             | Stanislaw Masiar     |
| 1983 | Tadeusz Krawczyk      | Andrzej Serediuk      | Andrzej Mierzejewski |
| 1984 | Andrzej Mierzejewski  | Tadeusz Kreawczyk     | Tadeusz Piotrowicz   |
| 1985 | Marek Lesniewski      | Zdzislaw Wrona        | Dariusz Zakrzewski   |
| 1986 | Marek Kulas           | Zbigniew Ludwiniak    | Miroslaw Uryga       |
| 1987 | Zbigniew Piatek       | Marek Lesniewski      | Czeslaw Lukaszewicz  |
| 1988 | Andrzej Mierzejewski  | Arvid Tammesalu       | Mieczysław Karłowicz |
| 1989 | Marek Wrona           | Sławomir Krawczyk     | Robert Krzyzostaniak |
| 1990 | Mieczysław Karłowicz  | Grigorij Iščenko      | Tomasz Brozyna       |
| 1991 | Dariusz Baranowski    | Mariusz Bilewski      | Marek Kaminski       |
| 1992 | Dariusz Baranowski    | Raimondas Rumšas      | Igor Pastaukhowicz   |
| 1993 | Dariusz Baranowski    | Marek Lesniewski      | Jonas Romanovas      |
| 1994 | Maurizio Fondriest    | Marco Lietti          | Tomasz Brozyna       |
| 1995 | Zbigniew Spruch       | Fabrizio Guidi        | Dariusz Baranowski   |
| 1996 | Vjačeslav Džavanjan   | Maurizio Fondriest    | Andrea Noè           |
| 1997 | Rolf Järmann          | Zenon Jaskuła         | Sašo Sviben          |
| 1998 | Sergej Ivanov         | Jacky Durand          | Fabio Malberti       |
| 1999 | Tomasz Brożyna        | Cezary Zamana         | Jens Voigt           |
| 2000 | Piotr Przydzial       | Piotr Wadecki         | Sergej Ivanov        |
| 2001 | Ondřej Sosenka        | Jens Voigt            | Piotr Przydzial      |
| 2002 | Laurent Brochard      | Tomaz Brozyna         | Marek Rutkiewicz     |
| 2003 | Cezary Zamana         | Andrea Noè            | Dave Bruylandts      |
| 2004 | Ondřej Sosenka        | Hugo Sabido           | Franco Pellizotti    |
| 2005 | Kim Kirchen           | Pieter Weening        | Thomas Dekker        |
| 2006 | Stefan Schumacher     | Cadel Evans           | Alessandro Ballan    |
| 2007 | Johan Vansummeren     | Robert Gesink         | Kim Kirchen          |
| 2008 | Jens Voigt            | Lars Bak              | Franco Pellizotti    |
| 2009 | Alessandro Ballan     | Daniel Moreno         | Edvald Boasson Hagen |
| 2010 | Daniel Martin         | Grega Bole            | Bauke Mollema        |
| 2011 | Peter Sagan           | Daniel Martin         | Marco Marcato        |
| 2012 | Moreno Moser          | Michał Kwiatkowski    | Sergio Henao         |
| 2013 | Pieter Weening        | Jon Izagirre          | Christophe Riblon    |
| 2014 | Rafał Majka           | Jon Izagirre          | Beñat Intxausti      |
| 2015 | Jon Izagirre          | Bart De Clercq        | Ben Hermans          |
| 2016 | Tim Wellens           | Fabio Felline         | Alberto Bettiol      |
| 2017 | Dylan Teuns           | Rafał Majka           | Wout Poels           |
| 2018 | Michał Kwiatkowski    | Simon Yates           | Thibaut Pinot        |
| 2019 | Pavel Sivakov         | Jai Hindley           | Diego Ulissi         |
| 2020 | Remco Evenepoel       | Jakob Fuglsang        | Simon Yates          |
| 2021 | João Almeida          | Matej Mohorič         | Michał Kwiatkowski   |
| 2022 | Ethan Hayter          | Thymen Arensman       | Pello Bilbao         |
| 2023 | Matej Mohorič         | João Almeida          | Michał Kwiatkowski   |
| 2024 | Jonas Vingegaard      | Diego Ulissi          | Wilco Kelderman      |
| 2025 | Brandon McNulty       | Antonio Tiberi        | Matteo Sobrero       |